# Yared Nuguse
Yared Nuguse, född 1 juni 1999, är en amerkansk friidrottare som tävlar i medeldistanslöpning.

## Karriär
Nuguse tog silver på 3 000 meter vid inomhusvärldsmästerskapen i friidrott 2024. Vid OS 2024 tog han brons på 1 500 meter.
Nuguse satte nytt inomhusvärldsrekord på engelska milen (1 609 meter) vid tävlingar i Armory Track & Field Center i New York den 8 februari 2025. Tiden skrevs till 3.46,90.